# Найт, Кристофер Томас
Кри́стофер То́мас Найт (англ. Christopher Thomas Knight; 7 декабря 1965), также известный как «Отшельник с Северного пруда» (англ. North Pond Hermit), — американский гражданин, ставший известным тем, что 27 лет прожил в полном отшельничестве в лесу. За все эти годы Найт совершил более 1000 краж и ограблений с целью пропитания и создания комфортных условий для проживания в лесу.

## Биография
Он поселился в лесу, где создал себе небольшой лагерь. Он оборудовал его в полном соответствии с военно-исторической наукой. Его палатка была повёрнута выходами к западу и востоку, чтобы получать максимум солнца. В целях маскировки поверх неё был натянут тент зелёного цвета. За 27 лет пребывания в лесу Найт ни разу не разводил костёр. Блестящие металлические предметы Найт маскировал землёй и мхом. Всё это делалось для того, чтобы лагерь не заметили с воздуха.
Найт готовил еду на газовой плитке, баллоны для которой крал на окрестных базах отдыха, таких как «Bear Spring Camps» и «Pine Tree Camp». Там же он воровал и провиант. Найт был весьма разборчив в кражах — брал продукты, которые долго хранились и были хорошо упакованы. Некоторые местные жители специально оставляли для таинственного бродяги еду в незащищённых местах, чтобы он не обкрадывал их дома. Попытки полицейских поймать таинственного отшельника успеха долгое время не имели.
Поймать «Отшельника с Северного пруда» удалось егерю Терри Хьюзу, работнику лагеря «Pine Tree Camp», которого Найт неоднократно обкрадывал. Хьюз несколько лет пытался поймать вора. После нескольких тщетных попыток он установил на базе отдыха камеры с датчиками движения. Когда камеры фиксировали движущийся объект, то сигнал оповещения поступал Хьюзу домой. 4 апреля 2013 года эта сигнализация позволила с поличным задержать Кристофера Найта. При задержании Найт хорошо выглядел — он был чисто выбрит и коротко стрижен. Он был в целом хорошо одет. На нём даже были очки, которые он не менял 27 лет. В полицейском участке Найт рассказал, что за 27 лет он лишь один раз контактировал с человеком (поздоровался с незнакомцем на тропинке). От скуки Найта спасал радиоприёмник на батарейках, при помощи которого отшельник слушал политические программы и рок-музыку.
Найту были предъявлены обвинения в кражах и других преступлениях, совершённых в течение 27 лет. Он был приговорён к 7 месяцам лишения свободы и к денежному штрафу 2000 долларов.

## В литературе
По его истории написана книга Майкла Финкеля «The Stranger in the Woods» (2017), получившая в русском переводе название «Я ем тишину ложками» (2021).